# Луцій Цезеній Антонін
Луцій Цезеній Антонін (лат. Lucius Caesennius Antoninus; 95 — після 128) — державний діяч часів Римської імперії, консул-суффект 128 року.

## Життєпис
Походив з роду вершників Цезеніїв. Син Луція Юнія Цезенія Пета, римського сенатора, та Арії Антоніни, родички майбутнього імператора Антоніна Пія. Народився у 95 році в Римі. Швидко зробив гарну кар'єру. Вже у 128 році став консулом-суффектом після Кальпурнія Торквата Аспрената разом з Марком Аннієм Лібоном. Обіймав посаду з лютого до березня.
Подальша доля невідома.

## Родина
- Арія Цезенія Павліна, дружина Марка Нонія Макріна, консула-суффекта 154 року